# Antoine de Paule
Antoine de Paule (Tolosa, 1551 – La Valletta, 9 giugno 1636) è stato Gran Maestro dell'Ordine di Malta dal 1623 fino alla sua morte.

## Biografia
Antoine de Paule discendeva da una nobile famiglia originaria di Tolosa in Francia e nulla si sa di lui prima della sua elezione a Gran Maestro, il 10 marzo 1623, la quale venne resa possibile soprattutto grazie all'influenza di Salvatore Imbroll, maltese e cappellano d'elezione.
Egli, salito al potere, implementò ulteriormente l'azione e la potenza della flotta dell'Ordine, riuscendo ad impedire uno sbarco dei Turchi sull'Isola di Malta per ben cinque volte. Egli fece inoltre costruire la chiesa di Santa Teresa a Burmola, così come di quella di Birchircara che per suo merito divenne chiesa collegiata. È sempre sotto il suo periodo di governo che abbiamo anche un primo censimento fisico dell'area di governo diretto dell'Ordine, da ove ricaviamo che gli abitanti delle isole di Malta e Gozo (esclusi i cavalieri di Malta, gli ecclesiastici e l'inquisizione), ammontavano a 51.750.
Caduto in malattia, morì sull'Isola di Malta il 9 giugno 1636.